# Chrysosoma albipatellatum
Chrysosoma albipatellatum är en tvåvingeart som beskrevs av Octave Parent 1935. Chrysosoma albipatellatum ingår i släktet Chrysosoma och familjen styltflugor. Inga underarter finns listade i Catalogue of Life.